# Пјан ди Новело (Пистоја)
Пјан ди Новело је насеље у Италији у округу Пистоја, региону Тоскана.
Према процени из 2011. у насељу је живело 163 становника. Насеље се налази на надморској висини од 1137 м.